# أبييي إيتون
أبييي إيتون (بالإنجليزية: Abbie Eaton)‏ هي سائقة سيارة سباق بريطانية، ولدت في 2 يناير 1992 في كينغستون أبون هال في المملكة المتحدة.

## وصلات خارجية
- الموقع الرسمي
- أبييي إيتون على موقع IMDb (الإنجليزية)
- أبييي إيتون على موقع قاعدة بيانات الفيلم (الإنجليزية)